# Arenborgdel
De Arenborgdel is een park met water in de wijk Herungerberg in de Nederlandse plaats Venlo.
De herkomst van de naam is af te leiden uit een samentrekking van twee woorden, namelijk Arenborg (van het herenhuiskasteel) en del, een kleine komvormige laagte of kuil. Het park ligt boven op de steilrand, op het hoge Maasterras.
Het park wordt omsloten door de A67 in het noorden, de weg Herungerberg met café Backus (bekend van het Venlo-incident) in het oosten, een kleine woonwijk met straten vernoemd naar de hoofdrolspelers uit het Venlo-incident in het zuiden en het laagterras in het westen.